# Epacanthion crassum
Epacanthion crassum is een rondwormensoort uit de familie van de Thoracostomopsidae. De wetenschappelijke naam van de soort is voor het eerst geldig gepubliceerd in 1926 door Ditlevsen.